# Maizuru
Maizuru (japanisch 舞鶴市 Maizuru-shi) ist eine japanische Stadt im Norden der Präfektur Kyōto. Sie liegt an der Küste zum Japanischen Meer.

## Geschichte

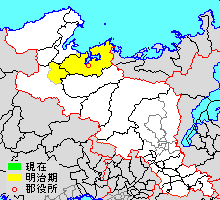
Kreis Kasa in Kyōto in der Meiji-Zeit in gelb; Gemeindegrenzen im 3. Jahrtausend schwarz: Die heutige Stadt Maizuru umfasst den Großteil des vormaligen Kreises Kasa, der kleinere Südwestteil ist seit dem frühen 21. Jahrhundert Teil der Stadt Fukuchiyama.

Maizuru ist mit der Burg Tanabe eine mittelalterlich-frühneuzeitliche Burg- und Hafenstadt im Landkreis (kōri/-gun) Kasa der Provinz Tango im antiken San’indō. In der Meiji-Restauration wurde das Fürstentum (-han) [Tango-]Tanabe kurzzeitig formal in Maizuru umbenannt. Die daraus entstandene Präfektur (-ken) Maizuru wurde 1871 Teil von Toyooka, 1876 Teil von Kyōto. Die Stadt (-chō) Maizuru als moderne Gemeinde entstand 1889.
1901 wurde der Ort zu einer Marinebasis. Zu kreisfreien Städten (-shi) wurden Maizuru und das benachbarte, neu eingerichtete Higashi-Maizuru (Ost-Maizuru) am 1. August 1938. Durch den Zusammenschluss dieser beiden Städte entstand am 27. Mai 1943 eine neue Stadt Maizuru. Ihre heutige Ausdehnung erreichte sie im Zuge der großen Shōwa-Gebietsreform durch die Eingemeindung der Stadt (-chō) Kasa aus dem gleichnamigen Kreis.
Der Hafen von Maizuru war nach Ende des Zweiten Weltkrieges Rückkehrpunkt von vielen in der Sowjetunion internierten Soldaten und Zivilangehörigen. Das Maizuru Repatriation Memorial Museum beschäftigt sich mit diesem Thema. Die Dokumentensammlung des Museums wurde 2015 von der UNESCO zum Weltdokumentenerbe erklärt.
Maizuru ist ein wichtiger Hafen für den Handel mit Russland, Südkorea, China und Südostasien. Zu den wichtigsten Industriezweigen gehören Webereien, Holzverarbeitung, Schiffsbau, Flachglas-Herstellung und Chemikalien.

## Städtepartnerschaften
Maizuru listet folgende Partnerstädte auf:
- Nachodka, seit 1961
- Dalian, seit 1982
- Portsmouth, seit 1998

## Verkehr
- Straße
  - Maizuru-Wakasa-Autobahn
  - Nationalstraße 27, 175, 177, 178
- Zug
  - JR Maizuru-Linie
  - JR Obama-Linie

## Sehenswürdigkeiten
- Die Burg Tanabe
- Der Matsunoo-dera (jap. 松尾寺), der 29. Tempel des Saigoku-Pilgerweges

## Söhne und Töchter der Stadt
- Tatsuya Ishihara (* 1966), Regisseur
- Ōe Sueo (1914–1941), Leichtathlet

## Angrenzende Städte und Gemeinden

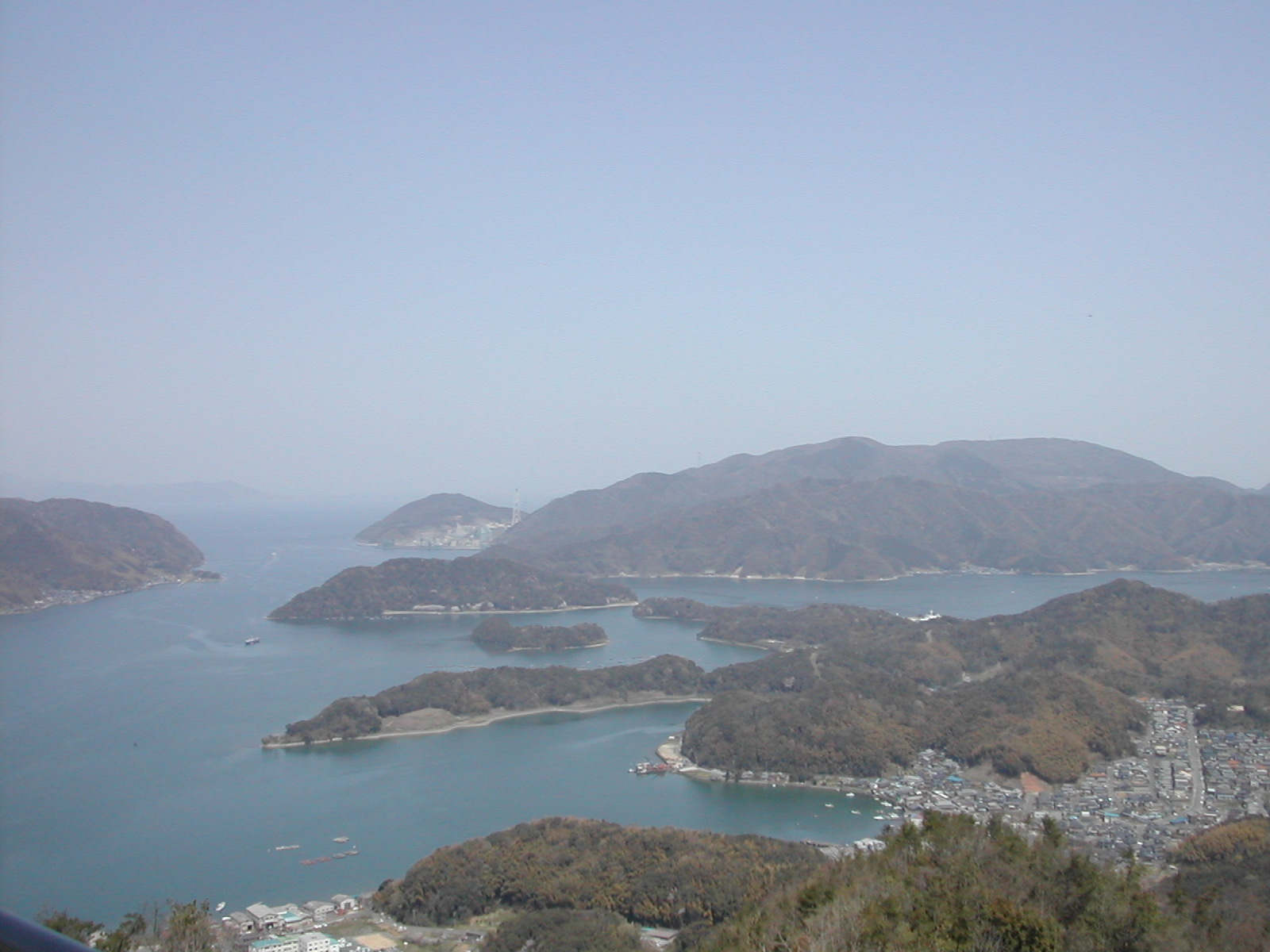
Bucht von Maizuru

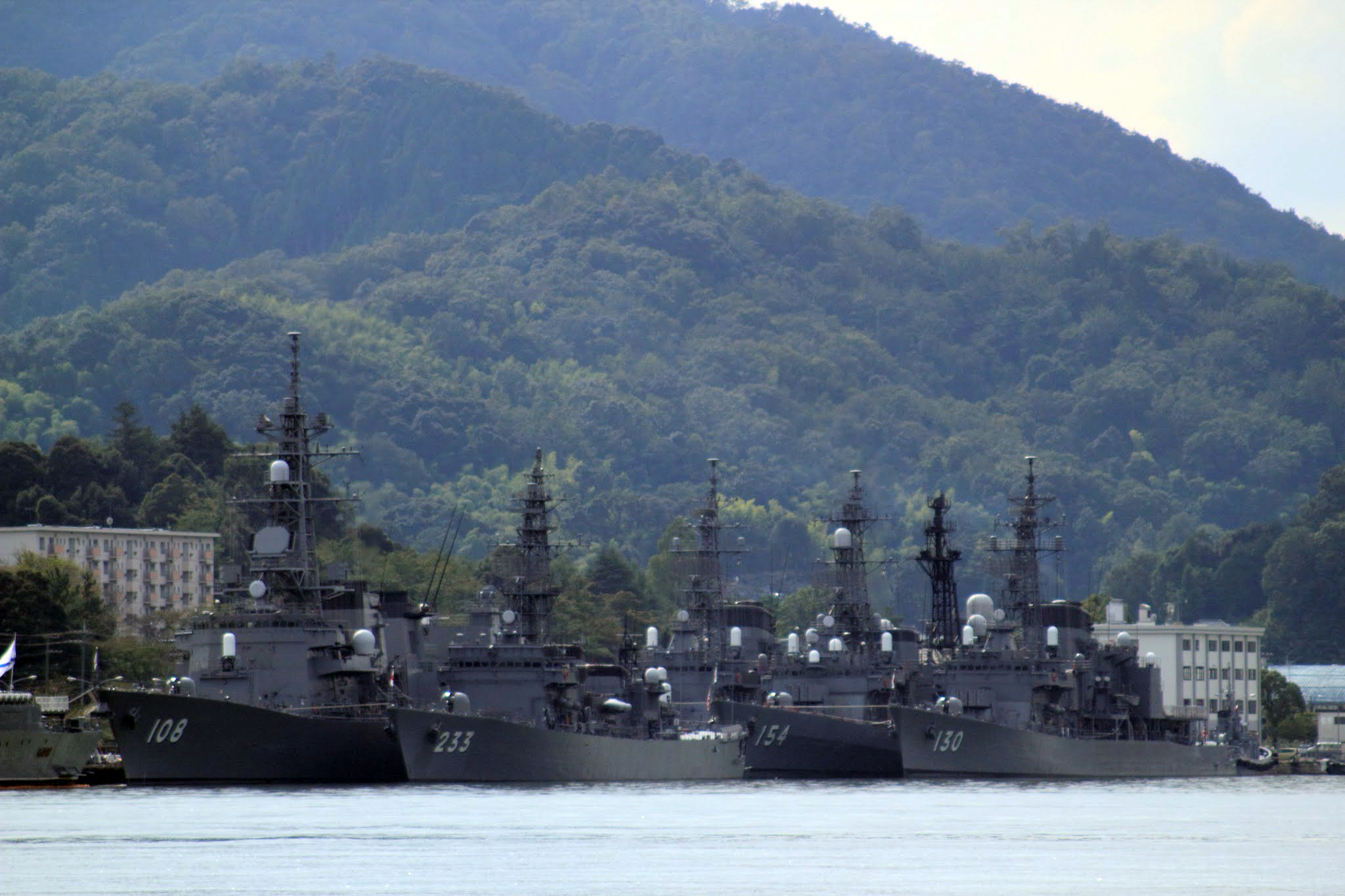
Japanische Kriegsschiffe im Marinehafen von Maizuru, 2011

- Präfektur Kyōto
  - Miyazu
  - Fukuchiyama
  - Ayabe
- Präfektur Fukui
  - Takahama